# Syrrhopodon obuduensis
Syrrhopodon obuduensis là một loài rêu trong họ Calymperaceae. Loài này được Egunyomi & Olar. mô tả khoa học đầu tiên năm 1982.